# Frontera entre Egipte i Xipre
La frontera entre Egipte i Xipre consisteix en un segment marítim, a l'est de la mar Mediterrània. Constitueix una part de la frontera entre Egipte i la Unió Europea.
La delimitació d'aquesta frontera és definida per vuit punts enumerats en l'« Acord entre la República de Xipre i la República Àrab d'Egipte sobre la delimitació de la zona econòmica exclusiva », un tractat internacional signat el 17 de febrer de 2003. Aquests 8 punts són els següents :
- Punt 1 : 33° 45′ 00″ N, 30° 05′ 00″ E ;
- Punt 2 : 33° 34′ 00″ N, 30° 28′ 30″ E ;
- Punt 3 : 33° 30′ 40″ N, 30° 36′ 40″ E ;
- Punt 4 : 33° 21′ 20″ N, 31° 07′ 00″ E ;
- Punt 5 : 33° 11′ 30″ N, 31° 36′ 30″ E ;
- Punt 6 : 33° 07′ 20″ N, 32° 01′ 20″ E ;
- Punt 7 : 33° 00′ 40″ N, 32° 31′ 00″ E ;
- Punt 8 : 32° 53′ 20″ N, 32° 58′ 20″ E.